# موراتو
موراتو (1 سبتمبر 1992 في البرازيل - ) هو لاعب كرة قدم برازيلي في مركز الوسط في النادي الفيصلي السعودي. لعب مع نادي بوا إيسبورت وحترف في السعودية في الخليج والنادي الفيصلي.

## وصلات خارجية
- موراتو على موقع دوري كوريا الجنوبية (الإنجليزية)
- موراتو على موقع قاعدة بيانات كرة القدم.إي يو (الإنجليزية)
- موراتو على موقع Soccerway.com (الإنجليزية)